# Stachys obtusicrena
Stachys obtusicrena là một loài thực vật có hoa trong họ Hoa môi. Loài này được Boiss. miêu tả khoa học đầu tiên năm 1846.